# 허성민
허성민은 대한민국의 배우이다.

## 연기 활동

### 영화
- 2014년 《강남 1970》 ... 재필 역